# Guerra di Ifni
La guerra di Ifni fu una serie di incursioni armate nel Sahara Spagnolo ad opera di insorti marocchini che iniziarono nell'ottobre del 1957 e culminarono con il fallimentare assedio di Sidi Ifni.
La guerra, che può essere vista come parte del movimento generale di decolonizzazione che interessò l'Africa nella seconda metà del XX secolo, venne condotta essenzialmente da elementi dell'Esercito di Liberazione Marocchino, il quale traeva origine dal conflitto decennale coi francesi.

## Storia

### Cause
La città di Sidi Ifni era stata incorporata nell'Impero spagnolo nel 1860. I decenni successivi di collaborazione franco-spagnola portarono all'estensione del protettorato spagnolo a sud della città; l'influenza spagnola ottenne il riconoscimento internazionale alla Conferenza di Berlino del 1884 e nella successiva spartizione del Marocco avvenuta nel 1911 tra Spagna e Francia. Nel 1946 le varie colonie costiere ed interne della regione vennero consolidate a formare l'Africa Occidentale spagnola.
Quando il Marocco riottenne la propria indipendenza dalla Francia e dalla Spagna nel 1956, il Paese espresse chiaramente il proprio interesse nel riottenere anche i rimanenti possedimenti coloniali spagnoli in Marocco, adducendo la motivazione che tali aree erano storicamente e geograficamente parte del Marocco. Il sultano Mohammed V incoraggiò gli sforzi per riprendere quelle terre e foraggiò personalmente i cospiratori anti-spagnoli, gli insorgenti marocchini e gli indigeni sahrawi ribelli.

### Lo scoppio della guerra
Il 10 aprile 1957 scoppiarono a Ifni violente dimostrazioni contro gli spagnoli, seguiti da una guerriglia cittadina e dall'uccisione di lealisti spagnoli. In risposta il generalissimo Franco inviò due battaglioni della Legione Spagnola, le forze d'élite della Spagna, ad El Aaiún nella Saguia el-Hamra, nel giugno di quello stesso anno.
La mobilitazione militare spagnola fece sì che l'esercito marocchino si concentrasse presso Ifni. Il 23 ottobre 1957, due villaggi appena fuori Sidi Ifni, Goulimine e Bou Izarguen, vennero occupati da 1500 soldati marocchini (Moujahidine).
L'accerchiamento di Ifni fu l'inizio della guerra. Altri due battaglioni di legionari spagnoli raggiunsero il Sahara Spagnolo prima dell'apertura delle ostilità.

### L'attacco ad Ifni

Mappa indicante la situazione geografica del Marocco e del Sahara Spagnolo prima della guerra

Il 21 novembre, l'intelligence spagnola ad Ifni riportò che gli attacchi erano ormai imminenti e che i marocchini stavano operando da Tafraout. Due giorni dopo, le linee di comunicazione spagnole vennero troncate e una forza di 2000 marocchini invase le guarnigioni spagnole e le armerie attorno ad Ifni.
Anche se i marocchini riuscirono ad entrare a Sidi Ifni ne vennero comunque facilmente espulsi, mentre due avamposti spagnoli vennero abbandonati di fronte al nemico.

#### Tiluin
A Tiluin, 60 Tiradores de Ifni (Regulares reclutati localmente tra la fanteria indigena con ufficiali e personale specializzato spagnolo) cercarono di difendere la città contro diverse centinaia di marocchini. Il 25 novembre cinque bombardieri CASA 2.111 (varianti spagnole degli Heinkel He-111) bombardarono le posizioni nemiche, mentre un numero eguale di trasporti CASA 352 (varianti spagnole degli Junkers Ju-52/3m) portarono 75 paracadutisti sul posto.
Il 3 dicembre, i soldati del VI battaglione della Legione Spagnola (VI Bandera) giunsero sul posto rompendo l'assedio e riprendendosi il campo. Tutto il personale civile e militare venne evacuato a Sidi Ifni.

#### Telata
La presa di Telata ebbe meno successo. Lasciando Sidi Ifni il 24 novembre a bordo di vecchi camion, un plotone della Legione Spagnola al comando del capitano Ortiz de Zárate riuscì con difficoltà ad avere la meglio sul nemico. Il problema era dovuto essenzialmente alle frequenti imboscate tese in zona dai marocchini. Il 26 novembre, il cibo era ormai scarso. Gli spagnoli, a corto di munizioni, ripresero la loro avanzata per poi fermarsi nuovamente per i ripetuti attacchi nemici.
Delle razioni vennero lanciate dall'aria, ma le perdite spagnole continuarono a salire. Tra i morti vi fu anche il capitano de Zárate. Il 2 dicembre una colonna di fanteria spagnola irruppe nelle linee marocchine e riuscì a scalzare il nemico. I sopravvissuti raggiunsero Sidi Ifni il 5 dicembre. La compagnia aveva sofferto 2 morti e 14 feriti.

### L'assedio di Sidi Ifni
Gli iniziali attacchi marocchini avevano avuto generalmente il successo sperato. Nello spazio di una notte, i marocchini ed i loro alleati delle tribù locali avevano ottenuto il controllo su gran parte di Ifni, isolando così le unità spagnole dell'interno dalla capitale. Attacchi simultanei vennero lanciati in tutto il Sahara Spagnolo dirigendosi contro guarnigioni, convogli e pattuglie.
In seguito le unità marocchine, rifocillate e rinforzate, tentarono di circondare ed assediare Sidi Ifni, nella speranza di incitare la popolazione locale alla rivolta. I marocchini ad ogni modo avevano sottovalutato la potenza delle difese spagnole. Rifornita via mare dalla Marina militare spagnola e protetta da chilometri di trincee e posti di blocco, Sidi Ifni, coi suoi 7500 difensori al 9 dicembre, si dimostrò inespugnabile. L'assedio, che continuò sino al giugno del 1958, fu inconcludente e relativamente senza grandi spargimenti di sangue.

### Battaglia di Edchera
Nel gennaio del 1958, il Marocco raddoppiò i propri sforzi nella campagna spagnola, riorganizzando milizie nel territorio spagnolo nell'"Esercito di Liberazione Sahariano".
Il 12 gennaio, una divisione dell'Esercito di Liberazione Sahariano attaccò la guarnigione spagnola di El Aaiún. Battute e costretti alla ritirata dagli spagnoli, queste unità si portarono a sud-est. Una nuova opportunità si presentò il giorno successivo ad Edchera, dove due compagnie del XIII battaglione legionari stavano conducendo una missione di ricognizione. Giungendo da dietro le dune, i marocchini aprirono il fuoco alle spalle degli spagnoli.
Pur nell'imboscata, i legionari combatterono per mantenere coesione tra loro. Nel combattimento si distinse in particolare il I plotone. Attacchi sanguinosi continuarono sino a notte, con gli spagnoli che riuscirono ad infliggere pesanti perdite ai marocchini. Infine i marocchini, troppo provati per poter continuare l'assalto, si ritirarono col favore dell'oscurità.

### La liberazione del Sahara Spagnolo
Nel febbraio del 1958, una forza combinata franco-spagnola lanciò un'offensiva che spiazzò completamente l'Esercito della Liberazione Marocchino. In tutto Francia e Spagna impiegarono 150 aeroplani che trasportarono in tutto sul posto 9000 soldati spagnoli e 5000 francesi.
Le prime a cadere furono le fortezze montane marocchine di Tan-Tan. Bombardate dal cielo e colpite con razzi da basso, l'Esercito della Liberazione perdette 150 uomini ed abbandonò le proprie posizioni.
Il 10 febbraio, il IV, il IX ed il XIII battaglione della Legione Spagnola organizzarono un gruppo motorizzato che scacciò i marocchini da Edchera ed avanzò verso Tafurdat e Smara.
L'esercito spagnolo ad El Aaiún, assieme alle forze francesi da Fort Gouraud, colpirono nuovamente i marocchini il 21 febbraio, distruggendo completamente l'Esercito di Liberazione Sahariano tra Bir Nazaran e Ausert.

### Conseguenze
Il 2 aprile 1958, i governi spagnolo e marocchino siglarono il trattato di Angra de Cintra che pose fine alla guerra in atto. Il Marocco ottenne la regione di Tarfaya (Capo Juby o Marocco Meridionale Spagnolo), tra il fiume Draa ed il parallelo 27° 40′, ad esclusione delle colonie di Sidi Ifni e del Sahara Spagnolo.
La Spagna mantenne i propri possedimenti ad Ifni sino al 1969, quando, su pressione internazionale (risoluzione n. 2072 delle Nazioni Unite del 1965), restituì anche quest'area al Marocco, mentre mantenne il controllo del Sahara Spagnolo sino al 1975.